# Aurora Cave
Die Aurora Cave ist ein Karsthöhlensystem im Southland District der Region Southland auf der Südinsel von Neuseeland. Der untere Teil des Höhlensystems ist den Touristen als Te Anau Glowworm Caves bekannt.

## Entdeckung
Bereits die Māori hatten Kenntnis von der Höhle und nannten sie „Te Ana-au“, was übersetzt soviel bedeutet wie „Höhle mit strudelndem Wasser“. Nach ihr wurde auch der Lake Te Anau benannt, der in der Sprache der Māori „Te Ana-au“ heißt. Die Höhle blieb über viele Jahrzehnte eine Legende, bis in den 1940er Jahren der im Tourismus arbeitende Lawson Burrows die Suche nach der Höhle aufnahm. Im April 1947 fand er die Höhle, jedoch wurden erste Bemühungen, diese für Touristen begehbar zu machen, 1948 durch eine Flut unterbunden. Burrows gab nicht auf und machte den unteren Teil des Höhlensystems für Touristen zugänglich.

## Geographie
Die Aurora Cave befindet sich rund 13 km nördlich der Kleinstadt Te Anau an der östlichen Flanke der Murchison Mountains. Das Höhlensystem, das seinen Anfang mit der Versickerung des Tunnel Burn auf einer Höhe von 469 m hat, besitzt eine Länge von rund 8 km (andere Quellen geben 6,7 km an) und findet 267 m tiefer, kurz vor dem Westufer des Lake Te Anau, sein Ende. Rund 2,5 km westlich der Versickerung befindet sich der Lake Orbell, dessen Wasser den Tunnel Burn speist und durch das Höhlensystem der Aurora Cave fließt.

## Entstehungsgeschichte
Das Höhlensystem entstand vor rund 230 Tausend Jahren und erlebte in dieser Zeit sieben Eiszeitperioden, in denen die Höhlenzugänge von Gletschern bedeckt waren und das Höhlensystem mit Gletscherwasser gefüllt war. Sedimente aus diesen Perioden sind an verschiedenen Stellen der Höhle nachweisbar.

## Höhlensystem
Das Höhlensystem besitzt vier Zugänge: die Versickerung auf 469 m Höhe, den Haupteingang auf 406 m, den sogenannten Kneewrecker Entrance (Kniebrecher-Eingang) und die Resurgence (Wiederauferstehung) an den Ufern des Lake Te Anau. Das verzweigte System besteht aus verschiedenen Gängen, Kammern und Passagen. Namen wie Goldmine, Weta Way, Big Room, Hall of Silence, Coalmine, Picasso Levels, Sump und Te Ana-au kennzeichnen die markantesten Räume. Zwei Wasserfälle im Höhlensystem sind benannt, die Twin Falls und die Aurora Falls.

## Fauna
Neben den in Neuseeland unter dem Namen Glowworm bekannten Arachnocampa luminosa, die der Familie der Langhornmücken zugeordnet werden, sind in dem Höhlensystem auch die Cave Weta, die den Māori unter dem Namen Tokoriro bekannt sind, zu finden. Auch eine spezielle Art von Weberknechten, die in Neuseeland Harvestman genannt werden, sind hier beheimatet. In den Gewässern des unteren Teils des Höhlensystems ist der Long-finned Eel zu finden, ein Aal, der bis zu 1,5 m lang und bis 25 kg schwer werden kann. Das Lebensalter der Spezies, die den Māori als Tuna bekannt ist, kann über 100 Jahre hinausgehen.

## Fossilien
Im Februar 1984 fand der neuseeländische Paläozoologe Trevor H. Worthy hier subfossile Knochen des nach der Höhle benannten ausgestorbenen Aurora-Frosches (Leiopelma auroraensis). Er fand auch Reste der ausgestorbene Landlungenschnecken Zelandiscus worthyi.

## Tourismus
Der untere Teil des Höhlensystems ist für Touristen zugänglich und wird von der Firma Real Journeys unter dem Namen „Te Anau Glowworm Caves“ vermarktet. Je nach Quelle sind unterschiedliche Schreibweisen für den Teil der Höhle zu finden: „Te Anau Caves“, „Te Ana-au Caves“ oder auch „Te Ana-au Cave“ in der Einzahl.
Stand Juli 2006 gab es rund 55.000 Touristen pro Jahr.